# 패스트넷
패스트넷(fastnet)은 네트볼에서 파생된 스포츠이다. 패스트5(fast5) 또는 패스트5 네트볼(fast5 netball)이라고 일컫기도 한다.

## 같이 보기
- 세계 네트볼 연맹
- 네트볼